# Fabriciola cri
Fabriciola cri är en ringmaskart som beskrevs av Rouse 1996. Fabriciola cri ingår i släktet Fabriciola och familjen Sabellidae. Inga underarter finns listade i Catalogue of Life.